# Milko Bizjak
Milko Bizjak, slovenski skladatelj, muzikolog, glasbeni pedagog, organist, čembalist, in Založnik, * 1. november 1959, Jesenice
Bizjak je leta 1984 je končal študij na Akademiji za glasbo v Zagrebu (orgle), nato se je izpopolnjeval v Pragi in Gradcu. V letih 1983 do 1993 je poučeval orgle in klavir v Kranju, Mariboru in Ljubljani, od 1993 pa je samostojni kulturni delavec.
Bizjak je postal umetniški vodja novomeškega glasbenega festivala, ustanovitelj in vodja ansambla Musica antiqua slovenica ter raziskovalec orgelske deiščine na Slovenskem. V lastni redakciji je objavil več notnih izdaj, večinoma baročne glasbe, predvsem domačih skladateljev.

## Diskografija
- Milko Bizjak - orgle (J.S.Bach I., II., III.), kaseta (samozaložba, 1983)
- Milko Bizjak - orgle v Mostah, kaseta (samozaložba, 1884)
- Orgle na Slovenskem - Crngrob, LP (Helidon, 1985)
- Orgle v Cankarjevem domu, LP (RTB Beograd, 1986)
- Milko Bizjak - historične orgle, kaseta (samozaložba, 1987)
- Milko Bizjak - orgle, kaseta (samozaložba, 1988)
- Ave Maria, kaseta (Helidon 1988)
- Milko Bizjak - čembalo, kaseta (samozaložba, 1988)
- Milko Bizjak - orgulje, LP + kaseta(Jugoton Zagreb, 1989)
- Bach Orgelwerk, CD + kaseta (ZKP Ljubljana, 1990)
- Glasba Dežele Kranjske, CD + kaseta (ZKP Ljubljana, 1991)
- Milko Bizjak - čembalo (Glasbena dediščina Slovenije I), CD (Edition Bizjak, 1991)
- Koncertna turneja 1991, M. Bizjak - orgle, CD (Edition Bizjak, 1991)
- Škrablove orgle v Murski Soboti, CD (Edition Bizjak, 1992)
- Milko Bizjak - čembalo (Glasbena dediščina Slovenije II), CD (Edition Bizjak, 1992)
- serija izdaj Baročne orgle: I - VI, CD (Edition Bizjak, 1992 - 2006)
- serija izdaj Glasbena dediščina Slovenije: III - XV, CD (Edition Bizjak, 1992 - 1996)
- Glasbena dediščina Slovenije - album 10 CD (Edition Bizjak, 1997)
- Orgle na Slovenskem, videokaseta (Edition Bizjak, 1997)
- 10 let restavriranja baročnih orgel v Sloveniji, CD (Edition Bizjak, 1999)
- Anton Škrabl 10 let orglarske delavnice, CD (Edition Bizjak, 2000)
- Orgelska glasba evropskih narodov, 2 DVD (Edition Bizjak, 2001)
- Koncert na baročnih orglah, CD (Turistično društvo Šentrupert, 2004)
- Milko Bizjak - orgle, CD (Edition Bizjak, 2006, 2007)
- Orgelski cilkus 2001, album 18 CD (Edition Bizjak, 2007)
- Škrablove orgle v Novem mestu, CD (Anton Škrabl, 2008)
- Baroque - 1st Baroque music festival, CD (ASC Panta rhei, 2009)